# Bougue
Bougue település Franciaországban, Landes megyében. Lakosainak száma 847 fő (2022. január 1.). Bougue Saint-Avit, Gaillères, Laglorieuse, Mazerolles, Pujo-le-Plan és Saint-Cricq-Villeneuve községekkel határos.

## Népesség
A település népességének változása:
| Lakosok száma | 332  | 420  | 503  | 561  | 703  | 738  | 774  | 820  | 842  | 847  |
|               | 1968 | 1982 | 1990 | 2006 | 2013 | 2015 | 2017 | 2019 | 2020 | 2022 |